# دیوید پیزارو
دیوید پیزارو (به انگلیسی: David Pizarro)متولد ۱۱ سپتامبر ۱۹۷۹ در شیلی است او تاکنون در تیمهای سانتیاگو واندرز ، اودینزه ، اینتر میلان ، رم ، منچستر سیتی بازی کرده‌است او همچنین تاکنون ۳۶ بازی ملی برای تیم ملی فوتبال شیلی انجام داده‌است.